# Европейски съюз по науки за Земята
Европейският съюз по науки за Земята (на английски: European Geosciences Union, EGU) е нетърговско междудисциплинарно научно дружество, обединяващо професионалисти в областта на науките за Земята, а също планетологията и междинните научни дисциплини.
Създаден е на 7 септември 2002 г. в резултат от сливането на Европейското геофизическо общество (на английски: European Geophysical Society, EGS) и Европейския съюз по науките за Земята (на английски: European Union of Geosciences, EUG).

## Публикации
Под егидата на Европейския съюз по науки за Земята излиза цяла поредица от научни списания и печатни издания, включително:
- Advances in Geosciences
- Annales Geophysicae
- Atmospheric Chemistry and Physics
- Biogeosciences
- Climate of the Past
- eEarth
- Geoscientific Model Development
- Hydrology and Earth System Sciences
- Natural Hazards and Earth System Sciences
- Nonlinear Processes in Geophysics
- Ocean Science
- The Cryosphere
- Stephan Mueller Special Publication Series.

## Присъдени награди
Европейският съюз по науки за Земята ежегодно присъжда медали и други награди за научни достижения в областта на науките за Земята. 